# 瓦希杜丁·艾哈迈德
瓦希杜丁·艾哈迈德（1923年1月1日—2018年11月3日）是孟加拉国教育家。他曾任孟加拉工程技术大学（BUET）第三任校长。自1975年起，他担任孟加拉国科学院院士。

## 教育
瓦希杜丁1939年毕业于于科米拉的农希甘杰中学，1941年通过达卡贾格纳特中级学院（现贾格纳特大学）的高中考试。1943年毕业于达卡大学，1946年获得阿里格尔穆斯林大学的第二个学士学位。1950年，他获得加州大学伯克利分校的硕士学位。1962年，他获得威尔斯大学的博士学位。

## 职业
瓦希杜丁于1951年开始了他的教学生涯，担任阿赫桑努拉工程大学（后来的孟加拉国工程技术大学(BUET)）的助理教授。1967年，他加入吉大港工程学院（现吉大港工程技术大学），担任首任校长，并于1972年担任技术教育主任。
他于1975年4月至1983年4月担任孟加拉过程技术大学校长。他是该大学历史上的第三任校长。他于1986年至1992年担任BIT理事会副主席。

## 政治
1990年12月，在艾尔沙德政府执政最后几年国家陷入停滞状态时，他被总统沙哈布丁·艾哈迈德领导的临时政府任命为能源和矿产资源部顾问。

## 出生与死亡
工程师瓦希杜丁博士于1923年1月1日出生于堅德布爾縣馬德拉布烏塔爾烏帕齊拉莫汉普尔潘查尼村一个虔诚的穆斯林家庭。他于2018年11月3日在伯德姆医院去世。他身后留下了一个儿子和三个女儿。